# Искра (Сакмарский район)
Искра — село в Сакмарском районе Оренбургской области в составе Егорьевского сельсовета.

## География
Находится на левом берегу реки Каргалка на расстоянии примерно 22  километра по прямой на северо-запад от районного центра села Сакмара.

## Население
Постоянное население составляло 278 человек в 2002 году (русские 68%), 257 по переписи 2010 года.